# Dolmio
Dolmio (рус. Долми́о) — бренд соусов для макарон, производимых компанией Mars, Incorporated. Ассортимент включает в себя баночки с соусами и пакеты готовых блюд и примешивания. В рекламных роликах показываются куклы, известные как «семья Dolmio», которые также изображены на упаковке. Семья Долмио была представлена в Австралии и Новой Зеландии в 1987 году и изображалась актёрами, прежде чем была вновь представлена в качестве кукол в 2004 году.

## История
В Австралии соус для макарон Dolmio первоначально назывался Alora (название утверждено Анной Чикконе) и продавался компанией MasterFoods, начиная с тестового запуска соуса Alora Spaghetti Bolognese в 500-граммовой закрывающейся стеклянной банке в 1985 году. В том же году продажи «Алоры» начались в Шотландии, в регионе Грампианские горы. В 1986 году, после своего успеха, марка Alora была переименована в Dolmio. Изначально название Dolmio использовалось только в Великобритании, а с 1989 года — и во всём мире.
С 2005 по 2010 год марка Dolmio являлась спонсором утреннего шоу британского журнала This Morning.
В 2016 году компания Dolmio пошла на беспрецедентный шаг, сообщив, что некоторые из её продуктов следует употреблять в пищу только один раз в неделю из-за высокого уровня соли, сахара и жира.
Продукция Dolmio также продаётся в странах Северной Европы, Ирландии, Новой Зеландии и России.